# Inde aux Jeux olympiques d'hiver de 1968
Cet article contient des informations sur la participation et les résultats de l'Inde aux Jeux olympiques d'hiver de 1968, qui ont eu lieu à Grenoble en France. Le pays envoie seulement un athlète, Jeremy Bujakowski, dans les épreuves de ski alpin. Il s'agit de la dernière participation de l'Inde aux Jeux olympiques d'hiver jusqu'au retour du pays dans les Jeux d'hiver, vingt ans plus tard à Calgary.  

## Résultats

### Ski alpin

#### Hommes
| Athlète           | Épreuve      | Manche 1      | Manche 1 | Manche 2      | Manche 2 | Total         | Total |
| Athlète           | Épreuve      | Temps         | Rang     | Temps         | Rang     | Temps         | Rang  |
| ----------------- | ------------ | ------------- | -------- | ------------- | -------- | ------------- | ----- |
| Jeremy Bujakowski | Descente     |               |          |               |          | 2 min 11 s 82 | 53    |
| Jeremy Bujakowski | Slalom géant | 2 min 01 s 45 | 69       | 2 min 00 s 48 | 63       | 4 min 01 s 93 | 65    |

#### Slalom hommes
| Athlète           | Manche 1        | Manche 1 | Manche 2 | Manche 2 | Finale         | Finale       | Finale         | Finale       | Finale       | Finale       |
| Athlète           | Temps           | Rang     | Temps    | Rang     | Temps Manche 1 | Rang         | Temps Manche 2 | Rang         | Total        | Rang         |
| ----------------- | --------------- | -------- | -------- | -------- | -------------- | ------------ | -------------- | ------------ | ------------ | ------------ |
| Jeremy Bujakowski | N'a pas terminé | –        | 57 s 78  | 2        | Non qualifié   | Non qualifié | Non qualifié   | Non qualifié | Non qualifié | Non qualifié |

## Référence
- (en) Cet article est partiellement ou en totalité issu de l’article de Wikipédia en anglais intitulé « India at the 1968 Winter Olympics » (voir la liste des auteurs).